# Emanuele Francica Pancali
Emanuele Francica (Syracuse, 13 maart 1783 – aldaar, 10 mei 1868), baron van Pancali, was een edelman en revolutionair op Sicilië ten tijde van het koninkrijk der Beide Siciliën. Hij vocht voor de eenmaking van Italië.
Francica was burgemeester van Syracuse (1837-1837) en provinciebestuurder (1848-1849), telkens in revolutionaire omstandigheden. 

## Levensloop
Francica werd geboren in een adellijke familie in Syracuse in het koninkrijk Sicilië, dat geregeerd werd door het Huis Bourbon. Omwille van armoede in Syracuse verhuisde Francica op jonge leeftijd, samen met zijn vader, naar Palermo. In Palermo kwam hij in contact met liberale notabelen die rebelleerden tegen het Huis Bourbon; hij werd tevens toegelaten tot de vrijmetselarij.

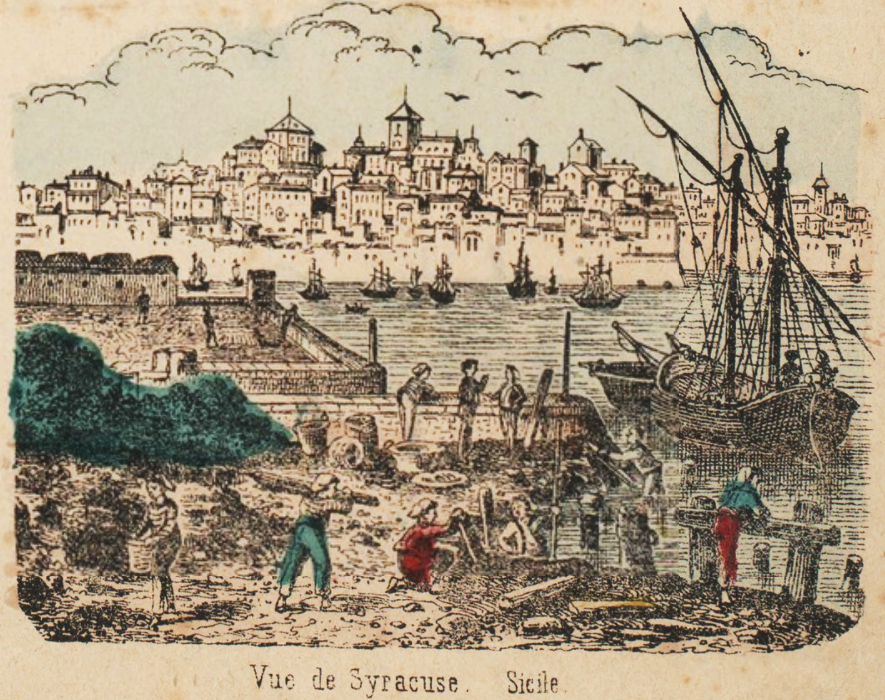
Syracuse in de 19e eeuw

Na de Napoleontische Tijd werd het Koninkrijk der Beide Siciliën opgericht, met opnieuw het Huis Bourbon op de troon (1816). Omwille van subversief gedrag moest Francica Palermo verlaten, doch hij keerde later weer. Hij was betrokken bij de oprichting van de vrijmetselaarsloge La Timoleonte in Syracuse, zijn geboortestad. Dit liet hem toe contacten te leggen met Giuseppe Garibaldi, een belangrijke voorvechter van de eenmaking van Italië.
Tijdens de opstand van 1837 gericht tegen het Huis Bourbon werd Francica burgemeester van Syracuse. Het stadsbestuur onder leiding van Francica beschuldigde het Bourbonregime de oorzaak te zijn van de zware cholera-uitbraak. Hun bedoeling was de bevolking nog meer op te jutten tegen het Bourbonregime. Zij verklaarden het Huis Bourbon vervallen van de troon. Nadat de rebellie was neergeslagen (1837) verloor Syracuse het statuut van provinciehoofdstad, ten voordele van het nabijgelegen Noto waar de politieke situatie eerder rustig was gebleven.
Francica moest voor tien jaar in ballingschap verblijven in Napels, de hoofdstad der Beide Siciliën, onder toezicht van de Napolitaanse gendarmerie. Na twee jaar keerde Francica naar Palermo terug evenwel. Bij de uitbraak van de revolutie van 1848 en het uitroepen van het revolutionaire koninkrijk Sicilië stond Francica terug in Syracuse. Hij steunde de revolutionaire regering die het Huis Bourbon had afgezet op het eiland. Francica werd enthousiast onthaald in Syracuse. Syracuse werd opnieuw een provinciehoofdstad. Francica zetelde in het provinciebestuur. In 1849 sloegen de troepen van koning Ferdinand II der Beide Siciliën de opstand op Sicilië bloedig neer. Op het hoofd van Francica stond de doodstraf. Noto werd andermaal provinciehoofdstad ten koste van Syracuse. 
Francica was ondertussen gevlucht naar Malta. 
Na de eenmaking van Italië keerde hij terug naar Syracuse. Hij leefde teruggetrokken op zijn landgoed tot hij er overleed (1868).

## Eerbetoon
De stad Syracuse heeft een plein in het historische centrum, het eiland Ortygia, naar hem genoemd: de Piazza Pancali. Aan dit plein staat de tempel van Apollo (6e eeuw v.Chr.).